# Zosterop gros de Yap
El zosterop gros de Yap (Zosterops oleagineus) és un ocell de la família dels zosteròpids (Zosteropidae). Habita boscos i arbusts de l'illa de Yap, a les Carolines nord-occidentals.